# Бранислав Р. Таталовић
Бранислав Р. Таталовић (Београд, 24. октобар 1966), познат и по надимку Бруно, српски је и амерички глумац, сценариста, редитељ, продуцент и едукатор.

## Биографија
У Сједињене Америчке Државе је емигрирао 1988, када је имао двадесет и две године. Пре него што је постао део филмског и телевизијског света, дуго је радио у тешкој индустрији, а потом се бавио некретнинама. Од раних двехиљадитих, знан је као самостални мултимедијални уметник. Након стицања придруженог степена студија фотографије на Колеџу у Кајахоги 1997, дипломирао је студијску уметност у Школи за комуникације Државног универзитета у Кливленду 2005. и мастерирао филмску и ТВ продукцију на Колеџу „Доџ” при Универзитету „Чепмен” у Оринџу, Калифорнија 2009.
Брунов сценаристички, редитељски и продуцентски опус чине краткометражни и дугометражни играни и документарни филмови, те музички сегменти, док истовремено бележи главне и споредне улоге у делима седме уметности америчке независне продукције. На Филмској интернет бази података (IMDb) је забележено да је имао 52 улоге, написао сценарио за 13, режирао 26 и продуцирао 60 остварења на филму и телевизији. Осим тога, оставио је трага и у монтажи, фотографији, компоновању и другим пословима који су у вези са стварањем „покретних слика”.
Учествовао је на преко педесет међународних филмских фестивала, укључујући и специјална приказивања у Кливлендском музеју уметности (CMA) 2005. године и Музеју савремене уметности (MOCA) у Кливленду 2017.
Редовни је предавач на неколико курсева у оквиру студија медија и новинарства на Колеџу у Кајахоги: Тумачења филма, Америчког филма, Увода у студије медија и новинарства, ТВ продукције.
Члан је Америчке асоцијације универзитетских професора (AAUP) и Националне академије телевизијских уметности и наука (NATAS).
Оснивач је и власник продуцентске куће Belgrade & Cleveland Media Group (BCMG).
Увршћен је у „Енциклопедију националне дијаспоре”, коју уређује Иван Калаузовић Иванус.
Живи и ради у Кливленду, Охајо.

## Филмографија

### Глумац
| Год.       | Назив                               | Улога                        |
| ---------- | ----------------------------------- | ---------------------------- |
| 1970—1979. |                                     |                              |
| 1977.      | Бабино унуче                        | Ђак                          |
| 2000—2009. |                                     |                              |
| 2005.      | The End of A. D. 2066               | Latinus/наратор              |
| 2006.      | Any Given Thursday                  | Ronnie                       |
| 2007.      | Get Him                             | Gary                         |
| 2008.      | Duel                                | Wanted Man                   |
| 2008.      | Come Clean                          | Члан групе за подршку        |
| 2008.      | 3 Days                              | Vitaly                       |
| 2009.      | Smiles                              | Убица                        |
| 2010—2019. |                                     |                              |
| 2010.      | Catastrophe                         | Mr. Cat                      |
| 2010.      | Krakow                              | Pawel                        |
| 2010.      | Deadly Stranger                     | Марко Самерфилд              |
| 2011.      | Lifestyles of Squirrels             | Детектив Николаевски         |
| 2012.      | On the North Coast                  | Norman Reigns                |
| 2012.      | Hall of Fame                        | Billings                     |
| 2012.      | Dying 2 Meet U                      | M. H. Captain                |
| 2012.      | Tomorrow You’re Gone                | Продавац половних аутомобила |
| 2013.      | Three Man Monte                     | Colvin                       |
| 2013.      | Rued January                        | Шеф                          |
| 2013.      | Uncivilized Servant                 | Председник Пиздун Куровић    |
| 2013.      | Uncivilized Servant: Service Pack 2 | Председник Куровић           |
| 2014.      | The Experiment                      | Доктор                       |
| 2014.      | The Demon’s Odyssey                 | Протеј                       |
| 2015.      | Sympathy                            | Мефисто                      |
| 2017.      | Carcass                             | Плаћени убица                |
| 2017.      | Lux in Tenebris                     | Crowny                       |
| 2017.      | Monongahela                         | Радио-водитељ (глас)         |
| 2018.      | Acts of Violence                    | CSI/детектив                 |
| 2018.      | The Kingsbury Run                   | Leo Zhukov                   |
| 2018.      | The Final Goodbye                   | W. „The Wizard” Schelnick    |
| 2020—2029. |                                     |                              |
| 2020.      | Rebirth                             | Caretaker Ghoul              |
| 2020.      | Worst. Christmas. Ever.             | Гадоначелник Мекхенри        |
| 2020.      | The Shoes                           | Србин                        |

### Сценариста
- 2005. The End of A. D. 2066
- 2008. Funky-Fast-Femme
- 2012. Dying 2 Meet U
- 2018—2019. KinoDrome
- 2019. On Target
- 2020. The Damned Thing
- 2020. The Damned Thing is of Such a Color!

### Редитељ
- 2004. Terminal Cell (216)
- 2005. Remember... Memento Mori!
- 2005. The Bad Guy Speaks
- 2005. The End of A. D. 2066
- 2006. B.A.T.: Kad bi’ bio bijelo dugme
- 2007. Sasha in da House!
- 2007. Dreamlike
- 2008. Funky-Fast-Femme
- 2008. Yu Rock Reunion
- 2008. I’ll Get You Harry!
- 2008. B.A.T.: Balkan Rock Nostalgia
- 2009. Oochie
- 2012. Dying 2 Meet U
- 2013. Independence Day
- 2016. Revolution
- 2017. Lux in Tenebris
- 2018. One Minute — One Story
- 2018—2019. KinoDrome
- 2018—2019. Conversations 101
- 2019. On Target
- 2019. Sweet Slavic Secret
- 2020. The Damned Thing
- 2020. The Damned Thing is of Such a Color!

### Продуцент
- 2004. Terminal Cell (216)
- 2005. The Bad Guy Speaks
- 2005. The End of A. D. 2066
- 2006. B.A.T.: Kad bi’ bio bijelo dugme
- 2007. Sasha in da House!
- 2008. Funky-Fast-Femme
- 2008. Yu Rock Reunion
- 2008. B.A.T.: Balkan Rock Nostalgia
- 2009. His Man Friday
- 2009. Fiasco
- 2009. Oochie
- 2009. Forgiveness
- 2009. Don’t Touch It
- 2010. Tri-C 7/7 News
- 2010. What Is Bullying?
- 2010. A T.A.D.D. Long Journey
- 2010—2016; 2019. Tri-C WestViews
- 2012. Dying is a Process
- 2012. Dying 2 Meet U
- 2012. Bloody, Bloody Mary
- 2016. In Lux We Trust: The Making of Lux in Tenebris
- 2017. Lux in Tenebris
- 2018. The Kingsbury Run
- 2018—2019. KinoDrome
- 2018—2019. Conversations 101
- 2019. On Target
- 2019. Sweet Slavic Secret
- 2019. The Coroner’s Assistant
- 2019—2020. One Minute — One Story
- 2020. The Damned Thing
- 2020. The Damned Thing is of Such a Color!

## Награде и признања (избор)
Вишеструки је лауреат фестивалских награда и признања из домена независног филма. Нека од њих су:
- Награда жирија за најбољу комедију за филм „Fiasco” (International Student Film Festival Hollywood, Лос Анђелес, 2009)
- Награда жирија за најбољи студентски краткометражни филм за „Fiasco” (Fallbrook International Film Festival, Фолбрук, Калифорнија, 2010)
- Награда жирија за најбољи краткометражни филм за „Fiasco” (Las Vegas International Film Festival, 2010)
- Прва награда за најбољи краткометражни породични филм за „Don’t Touch It” (The Indie Gathering International Film Festival, Кливленд, Охајо, 2010)
- Међународна награда публике за филм „Fiasco” (Sioux City International Film Festival, Су Сити, Ајова, 2010)
- Награда жирија за најбољи студентски краткометражни филм за „Fiasco” (White Sands International Film Festival, Лас Крусис, Нови Мексико, 2011)
- Похвала за најбољи сценарио драмског играног филма за „Fridden Hills” (The Indie Gathering International Film Festival, 2012)
- Награда жирија за најбољи ансамбл улога у хорор филмском пројекту за филм „Uncivilized Servant” (48 Hour Film Project, Кливленд, 2013)
- Прва награда за фотографију за филм „Dying 2 Meet U” (The Indie Gathering International Film Festival, 2013)
- Прва награда за трејлер за филм „Maintenance Man” (The Indie Gathering International Film Festival, 2013)
- Прва награда за сценарио краткометражне криминалистичке драме за филм „Natasha’s Tears” (The Indie Gathering International Film Festival, 2015)
- Похвала за краткометражни филм „Fiasco” (The Indie Gathering International Film Festival, 2015)
- Похвала за филм „I’ll Get You Harry!” (The International Horror Hotel, Хадсон, Охајо, 2017)
- Похвала за најбољи сценарио играног филма за „American Woman: The Norma Jean Story” (The Indie Gathering International Film Festival, 2017)
- Награда жирија за најбољи сценарио драме на преко двадесет страна за филм „Hiding in the Spotlight” (Northern Virginia International Film & Music Festival, Ферфакс, Вирџинија, 2018)
- Прва награда за најбољи сценарио драмског краткометражног филма за „On Target” (The Indie Gathering International Film Festival, 2018)
- Награда за најбољи сценарио играног филма за „Hiding in the Spotlight” (Barcelona International Film Festival, 2019)
- Награда „Star” за најбољу монтажу филма за „On Target” (The Indie Gathering International Film Festival, 2019)
- Награда „Park Avenue” за биографски/историјски сценарио за филм „Hiding in the Spotlight” (New York Screenplay Contest, 2019)

Награде и признања за наставнички рад
- Признање за рад од стране наставничког особља Колеџа у Кајахоги 2011, 2012, 2013, 2017. и 2018.
- Номинација за Награду „Ralph M. Besse” за наставну изузетност од стране студената 2013. и 2016.
- Награда сталним наставничким мандатом од стране Окружног управног одбора Колеџа у Кајахоги 2014.
- Награда „I.I.F. Hall of Fame” за изузетна достигнућа у филмском образовању (подучавању) (The Indie Gathering International Film Festival, 2016)

## Занимљивости
- Када је имао девет година, Бруно је био на Концерту код Хајдучке чесме, да би скоро тридесет година касније (2006) снимио документарни филм о „Бијелом дугмету”.
- Са осамнаест, дању је радио као металски радник, а увече водио илегални видео-клуб.[9]